# Солов'ївська сільська рада (Старовижівський район)
| Солов'ївська сільська рада — колишній орган місцевого самоврядування у Старовижівському районі Волинської області з адміністративним центром у с. Солов'ї. Водоймища на території, підпорядкованій даній раді: річка Турія. Сільській раді підпорядковані населені пункти: - с. Солов'ї - с. Комарове - с. Ниці |

## Склад ради
Рада складається з 14 депутатів та голови.

### Керівний склад ради
| ПІБ                         | Основні відомості                                                                                                | Дата обрання | Дата звільнення |
| --------------------------- | --- | ------------ | --------------- |
| Муравчук Олександр Іванович | Сільський голова, 1963 року народження, освіта, безпартійний                                                     | 26.03.2006   | 31.10.2010      |
| Абрамчук Василь Петрович    | Сільський голова, 1966 року народження, освіта середня спеціальна, член Всеукраїнського об'єднання «Батьківщина» | 31.10.2010   |                 |

Примітка: таблиця складена за даними джерела

## Населення
Згідно з переписом УРСР 1989 року чисельність наявного населення сільської ради становила 1158 осіб, з яких 536 чоловіків та 622 жінки.
За переписом населення України 2001 року в сільській раді мешкало 1014 осіб.

### Мова
Розподіл населення за рідною мовою за даними перепису 2001 року:
| Мова       | Відсоток |
| ---------- | -------- |
| українська | 99,90 %  |
| російська  | 0,10 %   |